# 天河东站
天河东站，旧名吉山站，位于中国广东省广州市天河区，为广深铁路普速线（三、四线）上的一个车站，由中国铁路广州局集团有限公司廣深鐵路股份有限公司广州车站管辖。
天河东站分为客运场（Ⅰ场）和货运场（Ⅱ场）。目前车站Ⅱ场办理专用线、专用铁道整车货物发到。而Ⅰ场的客运功能目前尚未启用。

## 历史

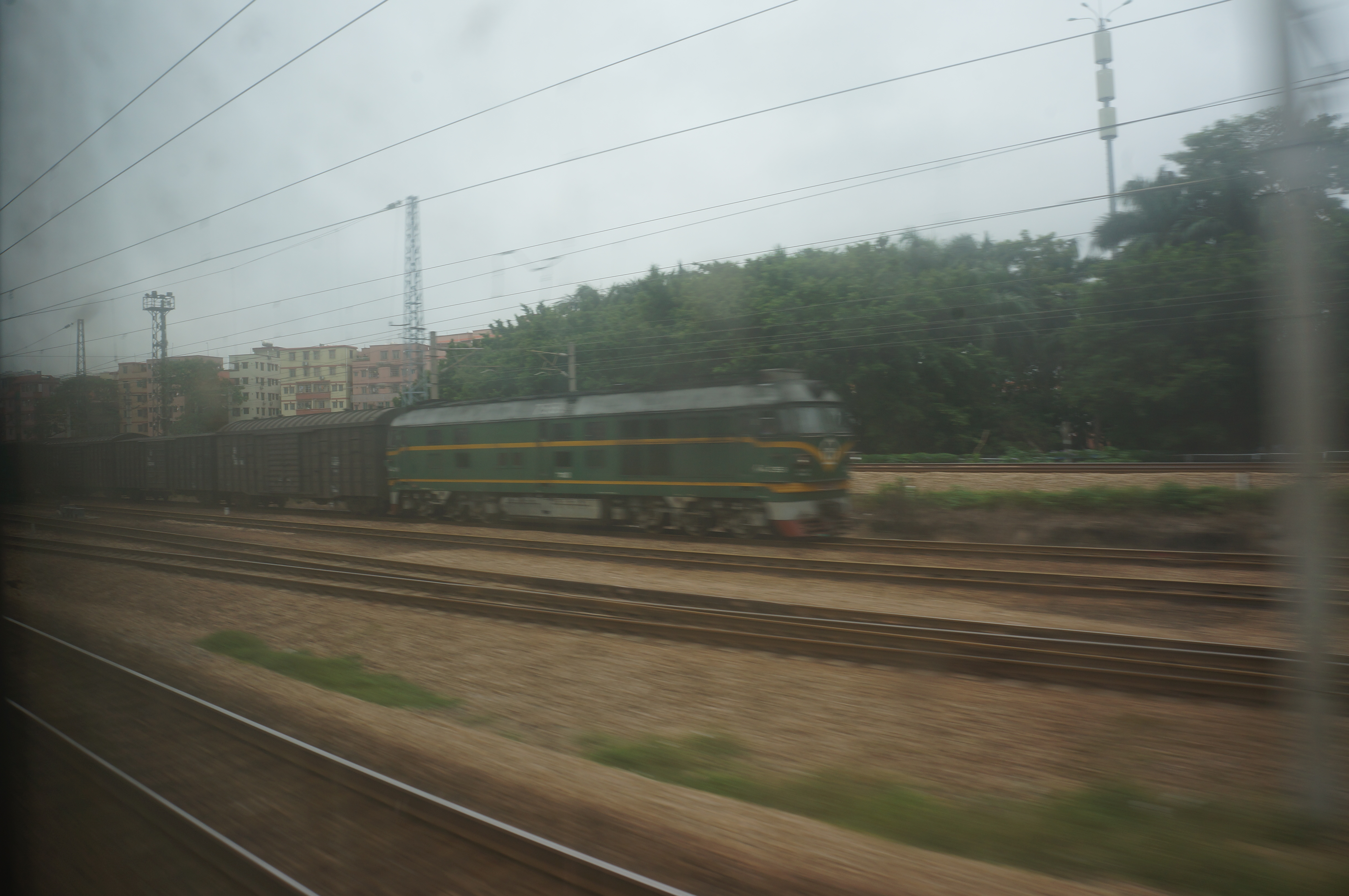
车站Ⅱ场内的货物列车

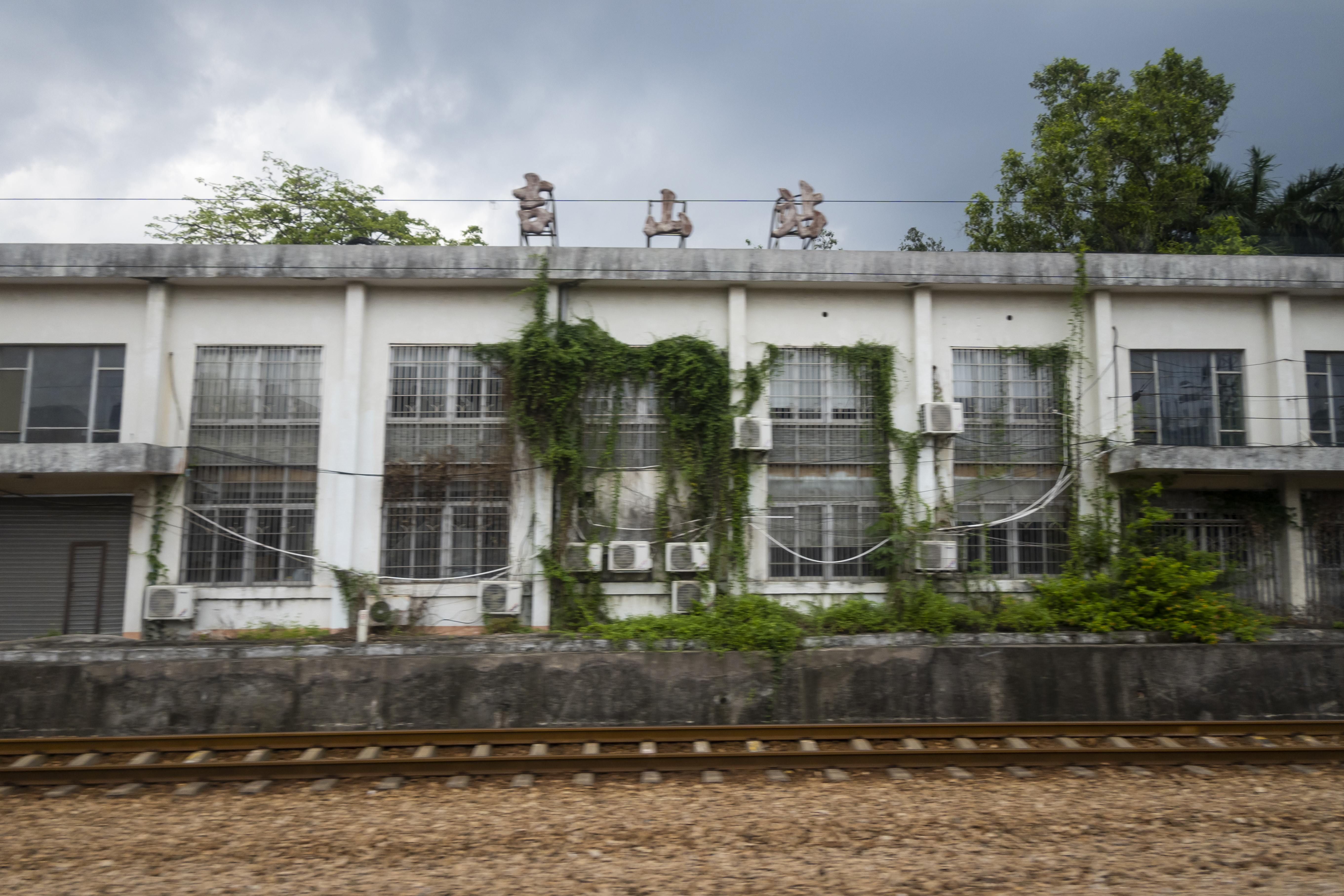
原吉山站站房

吉山站始建于1911年，是广九铁路（华段）首批建成的车站之一，当时距离大沙头火车站16公里。抗日战争期间，日军为打通海陆联运的交通线，于1940年着手修筑黄埔港支线，但并不采用国民政府于1937年设计的石牌出岔方案，而是自吉山站出岔另修黄埔港支线，接通黄埔港。
1959年12月，按照建设广州铁路枢纽的规划，广州铁路局在吉山站修建了危险品仓库，在车站东侧征地34亩，先建一股货物线及80平方米的简易仓库；1968年建成第二货物线，扩建货物线4股，建成危险品仓库6座。1966年，建成了省物资厅仓库、省援外仓库专用线，均接轨于吉山站。1984年开始修建第二批危险品仓库，于1986年正式投入使用，至此吉山站危险品仓库成为中国国内排名第三、华南地区最大的危险品仓库。1988年至1989年间，又先后兴建了自吉山站出岔的吉山乡、珠村乡危险品专用线等支线。截至1988年，吉山站为四等站，建筑面积2135平方米，站房为钢筋混凝土结构，有候车室、信号楼、运转室及站台，共建有6条股道、2个站台，并有5条企业专用线联轨，年客运量为2.45万人次，货运量10.6万吨。
但随着广深铁路历次提速，停靠吉山站的旅客列车数量越来越少，至2000年代初，每天仅余下一对旅客慢车停靠；随着广深铁路最后一对慢车8443／8444次于2003年停运，吉山站再没有旅客列车停靠。
2001年，因应中华人民共和国第九届运动会召开，吉山站在九运会主会场广东奥林匹克体育中心南侧新设Ⅰ场，以便疏散观众，这一临时客场被称为“九运会站”。九运会站的站台面积约5000平方米，候车区面积5000平方米，约可集结9500人。2003年春运期间，广深铁路公司一度在九运会站站址设立临时售票处。后来随着九运会结束，九运会站合并为吉山站。而广东奥体中心的接驳交通后来改由距原九运会站不远的黄村地铁站担负。
2005年7月起，吉山站停止所有危险货物办理业务，标志着吉山站危险品仓库在使用了近半个世纪后正式关闭。至2010年，吉山站有到发线6条，正线4条，另设有广州军区物资基地专用线和冷冻仓储专用线等。
随着穗莞深城际铁路（現名為穗深城际铁路）在2012年10月16日的规划中延长至广州东站，同时建议亦提出设石牌站和吉山站（即本站）2个客运站，其中吉山站利用原九运会站位置新建客运车场。2015年7月方案获得通过后，现有的站房才正式动工建设，直到2018年完工。
2018年，吉山站改称天河东Ⅱ场，其西侧的客运站命名为天河东Ⅰ场。

## 车站结构

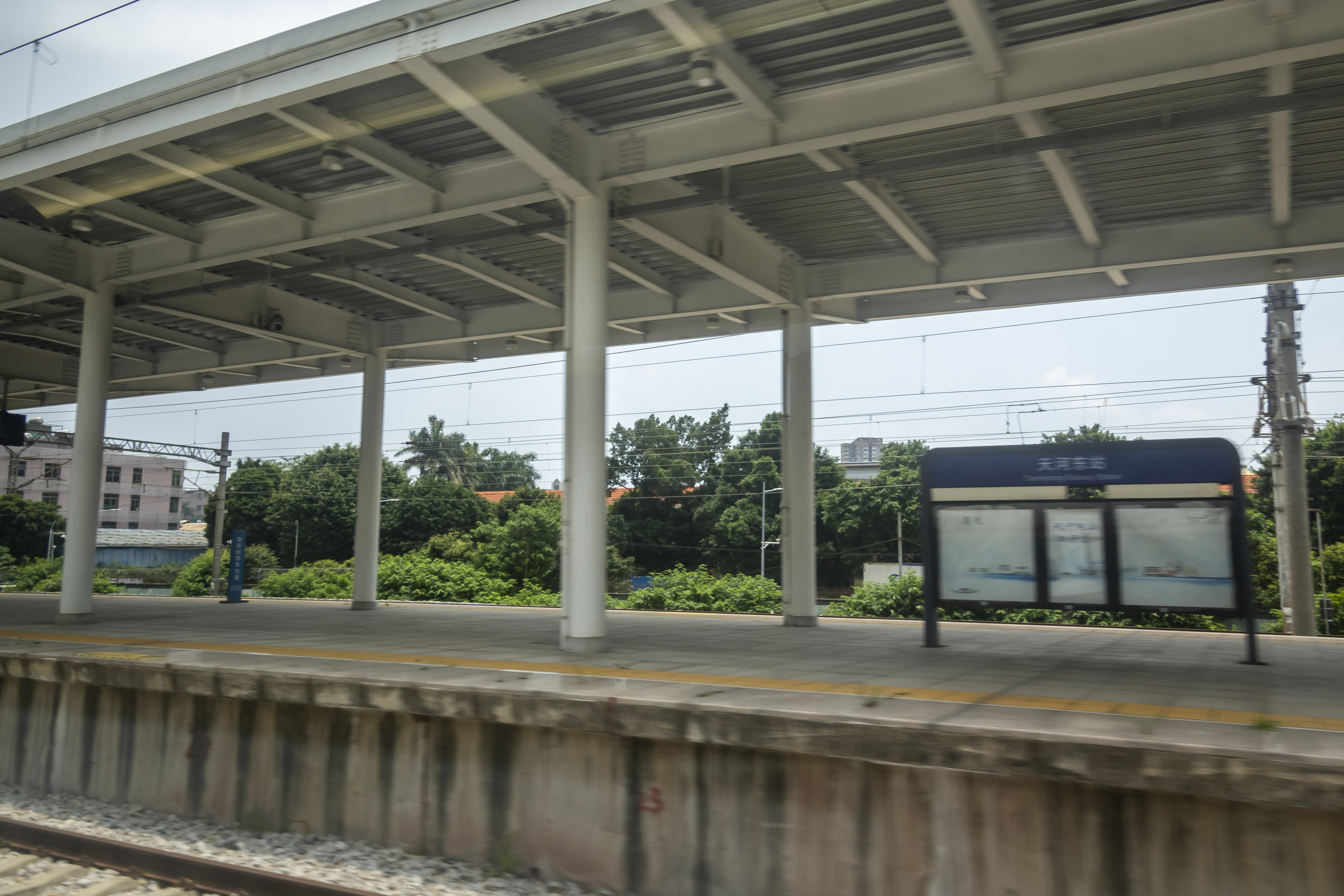
尚未启用的2站台

天河东站设有Ⅰ场和Ⅱ场，有广深Ⅲ、Ⅳ线经过。其中Ⅰ场为客运场，位于广园快速路广州环城高速交叉点东侧、原九运会站处，设有1台4线（此结构与石牌站一致，中间两条轨道为到发线，外侧两条轨道为通过线）；Ⅱ场为货运场，即原吉山站，位于吉山村西南面，设有3条正线和5条侧线。
天河东Ⅱ场承担着本地区周边厂矿企业大部分物流发送及到达，如广汽本田汽车、广东省金属材料有限公司等，设有通往中国成套设备进出口广州公司物资中心、广东广物物流有限公司吉山分公司、广州铁路物资有限公司、广州天河东圃铁路货运中转站等单位的专用线。

### 车站楼层
| 地上二层 | 站厅     | 售票处、候车区、进站口、出站口      |  |  |
| 地面     |          | 广深三四线 深圳方向                 |  |  |
|          | 2站台    | 广深三四线 深圳方向（下站：下元）   |  |  |
|          | 岛式站台 |                                     |  |  |
|          | 3站台    | 广深三四线 广州东方向（下站：石牌） |  |  |
|          |          | 广深三四线 广州东方向               |  |  |
|          |          | 广深一二线 深圳方向                 |  |  |
|          |          | 广深一二线 广州东方向               |  |  |

## 参看
- 黄埔港
- 广州铁路枢纽
- 广深铁路
- 穗深城际铁路